# ارتش بریتانیا در راین
ارتش بریتانیا در راین (انگلیسی: British Army of the Rhine) ارتش میدانی نیروی زمینی بریتانیا در راین، آلمان بود، که در سال ۱۹۱۹ تأسیس شد و در سال ۱۹۹۴ منحل گردید.
ارتش بریتانیا در راین نامی بود که به نیروهای اشغالگر ارتش بریتانیا در راینلند، آلمان غربی، پس از جنگ جهانی اول و جنگ جهانی دوم و در طول جنگ سرد داده شد و به بخشی از گروه ارتش شمالی ناتو تبدیل شد که وظیفه دفاع از دشت آلمان شمالی در برابر ارتش‌های پیمان ورشو را برعهده داشت. ارتش بریتانیا در راین بخش عمده‌ای از نیروهای بریتانیایی در آلمان غربی را تشکیل می‌داد.